# Cisalpinske Republik
Cisalpinske Republik (Repubblica Cisalpina) var en republik med fransk overherredømme i det nordlige Italien. Det blev oprettet i 1797 ved en sammenlægning af de områder i Norditalien som Napoleon havde erobret, Transpadanske Republik, Cispadanske Republik, Hertugdømmet Mantua samt en del af Republikken Venedig.
I 1799 blev det erobret af østrigske soldater, men de rømmede atter landet året efter.
I januar 1802 lod Napoleon sig udnævne til præsident i en ny stat, Republikken Italien, efter råd fra Talleyrand.
45°28′N 9°10′Ø / 45.47°N 9.17°Ø